# Villa Mandella
Villa Mandella, nota anche come Villa Seren, è una villa veneta sorta nel corso del XVI secolo, situata a Isola Rizza (Verona).

## La storia
Nel 1589 il cavaliere Andrea della nobile famiglia Mandelli si insediò nel territorio di Isola Rizza
con l'intenzione di costruirvi una magnifica tenuta. Per suo volere, gli architetti realizzarono una corte con palazzo padronale al centro, fiancheggiato da due barchesse ad archi ed il tutto compreso in una recinzione
muraria. Nel 1653 la proprietà passò a Marcantonio Mandelli che fece piantare intorno alla villa
vigne e morari.
Nel 1796 la corte venne occupata con il passaggio delle truppe francesi di Napoleone alla conquista delle terre venete. Nel 1813 viene acquistata dal nobile Girolamo Maffei, la cui famiglia iniziò a creare il proprio dominio in questo territorio a partire dal 1413.
Con l'inizio del novecento la facciata della villa subisce alcune modifiche architettoniche, come si può notare dalle decorazioni in stile modernista dei camini. Negli anni precedenti la seconda guerra mondiale, furono numerose le visite alla villa di Benito Mussolini e Gabriele D'Annunzio, ospiti del gerarca fascista Tito Manlio.
Nei primi anni del 1950 la tenuta, costituita dalla villa con gli annessi terreni, venne acquistata dalla famiglia di origine francese Seren che intraprese i primi importanti interventi di restauro e risanamento conservativo del palazzo e dei giardini.
Nel 1956 la villa ricevette la visita del soprano Maria Callas e dell'imprenditore veronese Giovanni Battista Meneghini, i quali affascinati dalla villa si fermarono per ammirarla.

## La struttura architettonica
Il complesso è costituito dall'edificio padronale a pianta quadrata, affiancato da due grandi barchesse rettangolari a porticati, disposti simmetricamente a esso, in posizione arretrata. La villa sorge in posizione isolata in zona agricola con l'affaccio a sud-ovest su un lotto quadrato regolare. La villa, a tre piani, presenta in pianta uno schema tripartito. Sia davanti che dietro si sviluppa il parco con folta vegetazione. Si accede all'edificato attraverso un viale, che si diparte dalla strada carrabile e conduce alla villa, verso nord attraversando il parco, e avanza in mezzo ai campi verso sud. La tenuta è racchiusa da un muro di cinta che, in corrispondenza dell'entrata, si innalza in due pilastri bugnati sormontati da statue e affiancati da edicole.

## La limonaia
La limonaia di Villa Mandella si trova sul lato orientale della tenuta, a pianta rettangolare è costituita da un unico ambiente decorato esteriormente con delle colonne. Questa struttura, concepita come spazio adibito ad accogliere gli agrumi e piante esotiche durante il periodo invernale, è uno dei pochi esempi di giardino d'inverno presenti sul territorio Veneto.

## I giardini
I giardini di Villa Mandella furono creati agli inizi del Seicento dal cavaliere Andrea Mandelli riprendendo la filosofia rinascimentale. La struttura del giardino rispetta pienamente i canoni dell'arte dei giardini del tempo, ed i dettami del gusto “all'italiana”.
La porzione in piano è infatti geometricamente suddivisa in regolari riquadri da assi viari perpendicolari  ed attraversata al centro da un lungo viale di cipressi e cedri del Libano, mentre ai lati le aiuole, le siepi e le statue si inseriscono in questa regolare metrica spaziale occupando ciascuno un proprio lotto.
La seconda Guerra Mondiale colpì duramente questo giardino: le piante se non furono abbattute, furono terribilmente straziate, e non si tenne conto se erano piante comuni o di pregio. Attualmente, grazie alle opere di restauro, i giardini stanno ritornando alla loro bellezza originale.

## Visitatori illustri
- Benito Mussolini
- Gabriele D'Annunzio
- Maria Callas
- Nevio Scala
- Franco Zeffirelli